# Autoroute A8 (France)
Pour les articles homonymes, voir A8 et La Provençale.

En France, l’autoroute A8, dite la Provençale, relie Aix-en-Provence et l'A7 à la Côte d'Azur. Elle fait partie du réseau Autoroutes du Sud de la France (ASF) entre La Fare-les Oliviers au sud de Lançon-Provence (bifurcation A8 / A7) et Aix-en-Provence (A51) puis du réseau Estérel-Côte d'Azur-Provence-Alpes (ESCOTA) entre Aix-en-Provence et Menton (frontière italienne). Elle est longue de 223 km.
Radio Vinci Autoroutes (107.7 FM) fonctionne sur l'A8 réseau ESCOTA. L'A8 fait partie du réseau ASF-ESCOTA (Vinci Autoroutes) de la zone EST.

## Tracé
L'A8 est reliée à l'A7 à l'ouest d'Aix-en-Provence, à La Fare-les-Oliviers. Dans les départements des Bouches-du-Rhône, du Var et des Alpes-Maritimes, elle dessert les villes d'Aix-en-Provence, Fréjus, Saint-Raphaël, Cannes, Antibes, Nice, Monaco et Menton avant de franchir la frontière où elle devient l'A10 en Italie. Elle traverse le pied des massifs de la Sainte-Baume et des Maures entre Aix-en-Provence et Fréjus et le massif de l’Estérel entre Saint-Raphaël et Cannes.

### Aménagement
- 2 × 3 voies de Coudoux (jonction avec l'A7) à Cagnes-sur-Mer.
- 2 × 4 voies de Cagnes-sur-Mer à Saint-Laurent-du-Var (entrée de l’agglomération niçoise).
- 2 × 3 voies entre les sorties 50 (Nice – Promenade des Anglais) et 51 (Nice Saint-Augustin).
- 2 × 2 voies ou 2 × 2 ou 2+3 voies dans la traversée sud des Alpes de Nice Saint-Augustin à la frontière italienne, 15 tunnels jalonnent cette portion très technique. La vitesse est limitée à 110 km/h dans les tunnels (70 km/h pour les poids-lourds).

## Historique
- 1956 : création de la société Escota qui aura en charge la totalité des tronçons entre Aix-en-Provence et la frontière italienne.
- 1957 : lancement des travaux de construction de l'Autoroute de l’Estérel.
- 2 décembre 1959 : destruction totale du pont sur le Reyran à la suite de la rupture du barrage de Malpasset.
- 1961 : ouverture des tronçons à péage de Fréjus à Mandelieu-la-Napoule puis jusqu'à Cagnes-sur-Mer (cas unique de voie payante à cette époque en France) près de Nice, introduction des premiers tickets de transit perforés.
- 1966 : l'Autoroute de l'Estérel devient A 8 en application du système de numérotation entrant en vigueur.
- 1969 : ouverture du tronçon à péage entre Roquebrune et la frontière italienne (première connexion internationale autoroutière payante depuis la France). Une chaussée seulement est ouverte et son utilisation est interdite aux poids-lourds jusqu'à l'année suivante, lorsque celle-ci est effectivement doublée. Cette portion ainsi que ses prolongements postérieurs furent initialement numérotés A 53.
- 1970 : ouverture de la déviation d'Aix-en-Provence concédée à Escota qui demeurera l'une des rares sections sans péage sur le tracé de l'A 8.
- 1972 : ouverture de la bifurcation entre l'A7 et l'A 8 dite Croix de Coudoux ainsi que de la liaison vers Aix-en-Provence toutes deux concédées à la SAVR (devenue ASF l'année suivante), prolongement de la section historique de l'A 8 entre Fréjus et Le Luc.
- 1973 : le second nom de La Provençale est attribué à l'autoroute A 8.
- 1981 : ouverture du dernier tronçon sur le contournement de Nice mais le doublement des voies entre cette agglomération et l'échangeur de La Turbie ne fut achevé qu'à la fin de la décennie.
- 1982 : à la suite d'une réforme nationale de la numérotation, l'autoroute A 53 desservant toute la Corniche est intégrée à l'A 8 (cette appellation n'existe plus sur le réseau autoroutier français actuel...).
- 2021 : la première pierre de l'aire de Beausoleil ayant fait l'objet de travaux de réhabilitation depuis plusieurs années a été posée en juillet 2021. Cette nouvelle bretelle permet également de désengorger le trafic en direction de Monaco[2].

## Sorties et échangeurs

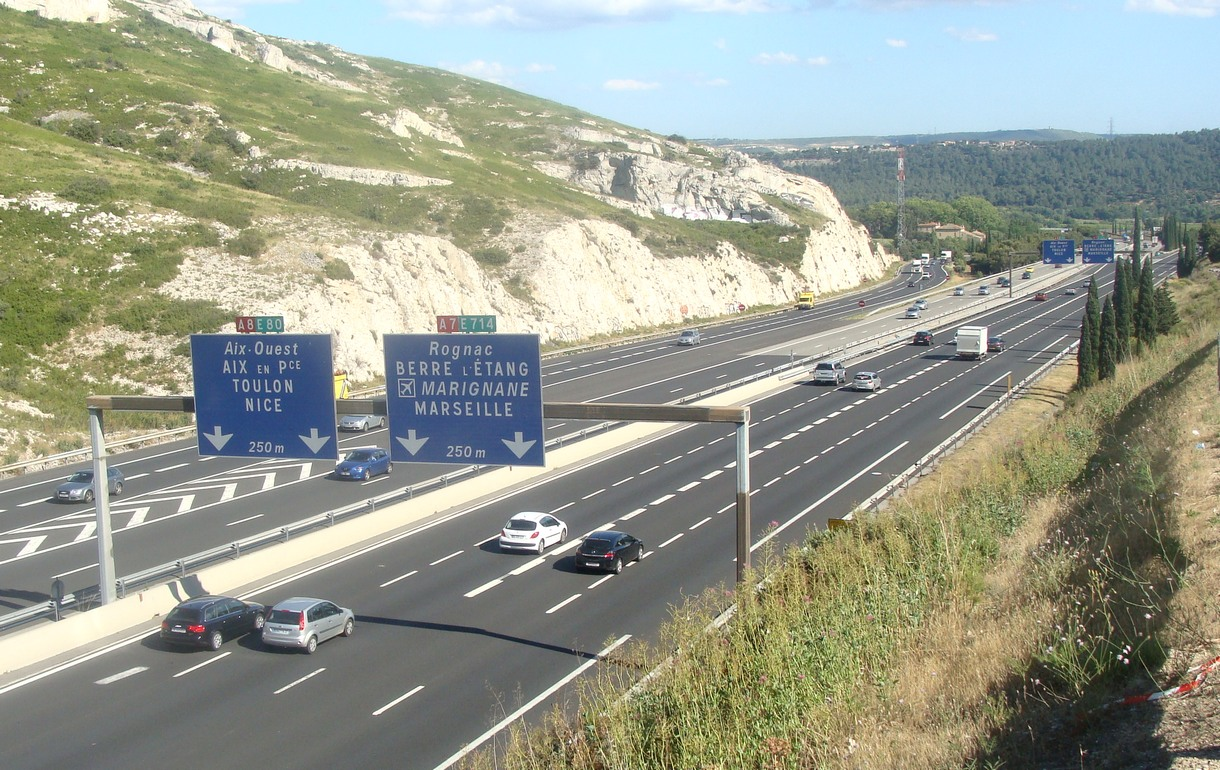
Approche de l'échangeur A7 - A8.

Kilométrage : km 0 de l’A7, incluant les projets

Section concédée à ASF et payante.
- Échangeur entre A7 et A8 à 0 km : Lyon, Avignon, Nîmes, Barcelone, Salon-de-Provence (A54) (demi-échangeur)
- Échangeur entre A7 et A8 à 2 km : Berre-l'Étang,  Marseille +  28 Coudoux : Coudoux, La Fare-les-Oliviers (demi-échangeur)
  -  Aire de repos de Ventabren (dans les deux sens)
- 29 Aix - ouest à 16 km : Aix-en-Provence - centre, Jas-de-Bouffan, Encagnane, Les Milles (de et vers Lyon)
  -  Limitation à 90 km/h pour le contournement d'Aix en Provence
- Échangeur entre A51, RN 296 et A8 à 17,5 km (¾ d'échangeur, depuis et vers Menton, et entrée vers Lyon) :
  - A51 : Marseille - nord (A7), Marignane, Les Milles,  Aix T.G.V,  Marignane
  - RN 296 : Gap (A51), Aix-en-Provence - Encagnane, Avignon par RD (interdit + 26 t)

Section concédée à ESCOTA et payante (sauf entre les sorties 30 à 31, 40 à 42, 50 à 51.1, 54 à 55 et 57 à 59).
- 30 Aix - Pont-de-l'Arc à 19 km :
  -  30a : Aix-en-Provence - centre, Les Milles, Luynes
  -  30b : Aix-en-Provence - Facultés, Val-de l'Arc
- 31 Aix - Val-Saint-André à 22 km : Aix-en-Provence, Fréjus, Saint-Raphaël, Aubagne par RD
  -  Tunnel de Langesse
  -  Limitation à 110 km/h
- 32 Cannet-de-Meyreuil à 27 km : Fuveau, Trets, Rousset, Gardanne
- Péage de la Barque (système fermé)
  -  Limitation à 130 km/h
- Échangeur entre A52 et A8 : Aubagne, Toulon, Marseille - centre (A50)
  -  Aires de service de Rousset (sens Menton-Aix),  de la Sainte-Victoire (anc. l'Arc) (sens Aix-Menton)

Passage du Bouches-du-Rhône au département du Var.
- 33 Pourrières à 47 km : Rousset, Pourrières, Trets (de et vers l'Italie)
  -  Aires de repos de Saint-Hilaire (sens  Menton-Aix),  de Barcelone (sens Aix-Menton)
- 34 Saint-Maximin à 58 km : Barjols, Tourves, Saint-Maximin-la-Sainte-Baume, Auriol
  -  Aires de service de Cambarette (sens Menton-Aix),  des Terrasses de Provence (sens Aix-Menton)

- 35 Brignoles à 74 km : Le Val, Brignoles
  -  Aires de repos de Candumy (sens  Menton-Aix),  de Roudaï (sens Aix-Menton)

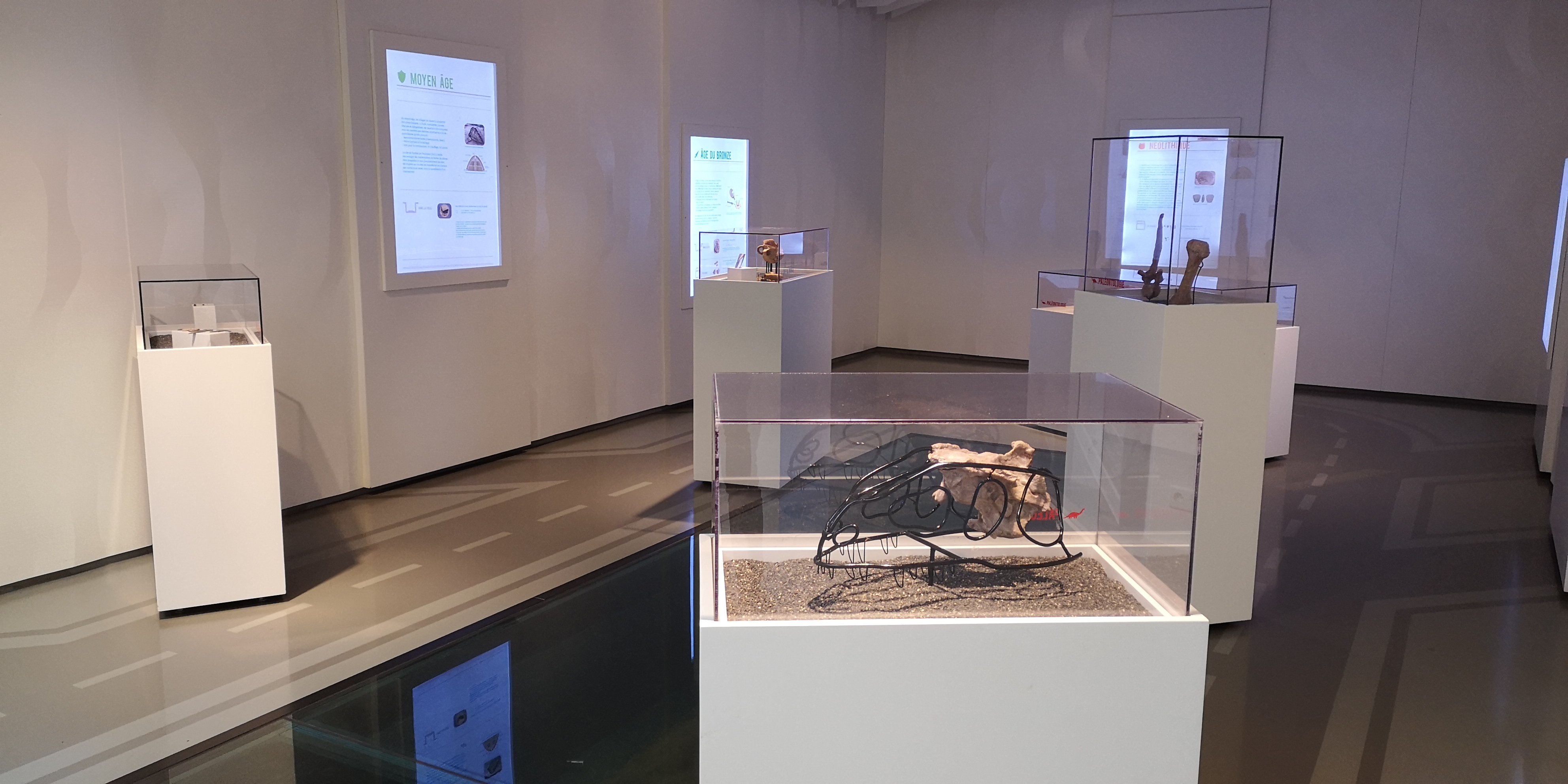
Exposition archéologique sur l'aire des Terrasses de Provence

  -  Limitation à 110 km/h (sens Aix-en-Provence vers Menton) pour une descente dangereuse, au niveau du Luc.
- Échangeur entre A57 et A8 : Toulon, Hyères (A570), La Garde-Freinet, Vidauban, Le Luc, Le Cannet des Maures
  -  Aires de service de Provence Verdon (sens Menton-Aix),  de Vidauban sud (sens Aix-Menton)
- 36 Le Muy à 117 km : Saint-Tropez, Draguignan, Sainte-Maxime, Roquebrune-sur-Argens, Vidauban, Les Arcs, Le Muy
  -  Aire de repos de Jas Pellicot (sens  Aix-Menton) et  Aire de service du Canaver (sens Menton-Aix)

Sortie au niveau de Roquebrune sur Argens en projet
- 37 Puget-sur-Argens à 129 km : Fréjus - ouest, Puget-sur-Argens, Roquebrune-sur-Argens
- Péage du Capitou (système fermé)
  -  Limitation à 110 km/h
- 38 Fréjus à 133 km : Fréjus - centre, Saint-Raphaël
  -  Aire de repos du Reyran (sens  sens Aix-Menton, réservée aux poids lourds)
  -  Aire de service de l'Estérel (sens Aix-Menton)[4]
- 39 Les Adrets à 146 km : Fayence, Les Adrets-de-l'Estérel

Passage du Var au département des Alpes-Maritimes.
- 40 Mandelieu à 157 km : Théoule-sur-Mer, Mandelieu-la-Napoule - centre
- 41 La Bocca à 159 km : Mandelieu - est,  Cannes, Cannes - centre, Cannes - ouest (La Bocca : (ex-Cannes ouest, appellation éphémère durant les années 90))
- 42 Mougins à 165 km : Grasse, Le Cannet, Cannes - centre, Mougins
  -  Aire de repos du Piccolaret (sens  Aix-Menton)
  -  Aires de service des Bréguières nord (sens Menton-Aix),  de la Côte d'Azur (sens Aix-Menton)

Sortie 43 (en projet)
- Péage d'Antibes (système ouvert) +  44 Antibes à 171 km : Antibes, Sophia Antipolis, Vallauris, Golfe Juan, Juan-les-Pins

Sortie 45 (en projet)
- 46 Villeneuve-Loubet - Plage à 178 km : Bouches du Loup, Villeneuve-Loubet (de et vers Aix)
- 47 Villeneuve-Loubet / Cagnes-sur-Mer - ouest à 179 km : Villeneuve-Loubet - centre, Vence, Cagnes-sur-Mer
- 48 Cagnes-sur-Mer - est à 181 km : Vence, Cagnes-sur-Mer (de et vers l'Italie)
- 49 Saint-Laurent-du-Var à 185 km : Saint-Laurent-du-Var
  -  Limitation à 90 km/h pour le contournement de Nice
- Viaduc du Var
- 50 Nice - ouest à 186 km : Nice - centre, Promenade des Anglais (de et vers Aix)
- 51 Nice - Aéroport à 186 km : M.I.N., Centre Administratif,  Aéroport de Nice-Côte d'Azur, Nice - Saint-Augustin, ouest
- 51.1 Carros à 188 km : Carros, Digne-les-Bains, Grenoble (Échangeur avec la M 6202BIS (2012) - actuellement uniquement sortie dans le sens Aix vers Menton - Entrée et autre sens encore en projet.)
- 52 Nice - Saint-Isidore à 190 km : Carros, Nice, Stade de Nice, Grenoble, Digne-les-Bains
- Péage de Nice-Saint-Isidore (système ouvert)

Pas de sortie 53
- 54 Nice - Quartier nord à 198 km : Nice
- 55 Nice - est à 200 km : Nice - L'Ariane,  Port, Saint-André-de-la-Roche, La Trinité
- 56 Monaco (A500) à 207 km : Monaco - centre, Cap d'Ail (de et vers Aix)
- Péage de la Turbie (système ouvert) +  57 La Turbie à 208 km : La Turbie, Èze, Roquebrune-Cap-Martin (de et vers Aix)
  -  Aire de service Via Julia Augusta (anc. La Scoperta) (sens Menton-Aix)
- 58 Beausoleil / Monaco - est à 211 km : Monaco - est, La Turbie - nord, Roquebrune-Cap-Martin, Beausoleil (depuis Aix / Nice) +  Aire de service de la Riviera Française (anc. Beausoleil) (sens Aix-Menton)
- 58 Roquebrune à 213 km : Monaco, Roquebrune-Cap-Martin, Èze, La Turbie (de et vers l'Italie)
- 59 Menton à 220 km : Menton, Sospel
  -  Tunnel La Giraude (255 m) +  Fin de l'autoroute A8 et devient  l'autoroute italienne A10 en direction de : Gênes, Vintimille, Coni, Tende, Breil-sur-Roya

 France /  Italie Frontière franco-italienne à l'intérieur du tunnel. Plateforme douanière située sur le territoire italien.

## Classement en route européenne
L'A8 est aussi l'E80 sur tout son parcours : de l'Italie à la jonction avec l'A7 ; E74 de Nice à l'Italie.

## Circulation
Le trafic est dense toute l'année et proche de la saturation en juillet et en août en particulier le samedi, la région étant très appréciée par les vacanciers.Elle est aussi un point de passage stratégique entre la péninsule ibérique et l'Italie ou l'Europe de l'Est (un des plus forts de France entre Antibes et Nice). Au franchissement du Var à Nice-Ouest, l'écoulement de véhicules est équivalent au Périphérique parisien. L'autoroute est régulièrement fermée sur une partie du tronçon Nice-Menton en raison d'éboulements rocheux sur la chaussée, créant un trafic complètement saturé sur le réseau secondaire. Les tronçons traversant les Maures et l’Estérel sont soumis aux risques de feux de forêt, importants en été.

### Lieux sensibles
(uniquement les lieux à bouchons et les pentes dangereuses) :

#### Dans le sens Aix-Italie
- Sortie 42 : Cannes-Mougins : cette sortie est très fréquentée et débouche sur un rond-point, ce qui occasionne fréquemment le blocage de la voie de droite par les véhicules.
- Sortie 47 : trafic dense à hauteur de la sortie Villeneuve-Loubet Centre. En effet, la bretelle de sortie débouche sur une route avec un passage de deux voies à une voie avec trafic dense, ce qui occasionne souvent le blocage de la bande d'arrêt d'urgence sur un long trajet par les véhicules, dangereusement proches aux voitures et camions qui circulent sur la voie de droite.
- Sorties 49 et 50 : le trafic est très dense, et l’autoroute sert alors de rocade.
- Descente dangereuse à l'approche du Luc-en-Provence avec une pente à 6 %, vitesse limitée à 110 km/h pour les voitures et 70 km/h pour les véhicules de plus de 3,5 tonnes.
- Descente dangereuse entre les sorties 39 et 40, vitesse limitée à 110 km/h et avec 1 radar automatique pour contrôler la vitesse des usagers.

#### Dans le sens Italie-Aix
- entre les échangeurs 52 et 49, le trafic est dense.
- Sorties 44 et 42, bouchon aux heures de pointe avec voie de droite bloquée.
- Descente dangereuse formant un virage à droite limitée à 90 km/h sans grande visibilité, donnant sur la sortie 42 avec potentiellement la voie de droite bloquée par les véhicules voulant sortir.

#### Au niveau d'Aix-en-Provence
Embouteillages récurrents, l'A8 servant de rocade à la ville et de voie express locale.

#### Dans les Alpes-Maritimes
La vitesse est limitée à 110 km/h maximum sur la portion d'autoroute située dans les Alpes-Maritimes, dans les deux sens.
La vitesse est limitée à 90 km/h dans le contournement de Nice.

## Sections gratuites
En raison de la configuration des péages (présence de cinq barrières pleine voie) et du grand nombre d'échangeurs, certains parcours sont gratuits. C'est notamment le cas des contournements d'Aix-en-Provence, Cannes et partiellement de celui de Nice. L'emprunt de l'A8 est gratuit sur les tronçons suivants :
- de l'échangeur A8/A51 au diffuseur 31 (Aix-Val Saint-André) : contournement d'Aix ;
- du diffuseur 40 (Mandelieu) au diffuseur 42 (Mougins) : contournement de Cannes ;
- du diffuseur 49 (Saint-Laurent-du-Var) au diffuseur 51.1 (Nice-Plaine du Var) : Rocade Ouest de Nice, desserte de l'aéroport ;
- du diffuseur 54 (Nice Nord) au diffuseur 55 (Nice l'Ariane) : Rocade Nord de Nice ;
- du diffuseur 58 (Roquebrune-Cap-Martin) au diffuseur 59 (Menton).

Attention : au-delà du diffuseur 59, l'A8, bien qu'officiellement gratuite sur sa section française, se poursuit par une section payante de l'A10 italienne. L'accès à Vintimille est donc payant depuis la France.

## Tourisme
Certaines aires proposent des activités touristiques :
- Aire de Rousset : les métiers de Provence, des santons dans des décors anciens représentent les activités d'autrefois.
- Aire des Terrasses de Provence : une petite galerie présente les artéfacts retrouvés lors des fouilles archéologiques lors des travaux d'élargissement de l'autoroute.